# شهرک پشت گیابان (توحیدآباد)
شهرک پشت گیابان (توحیدآباد)، روستایی از توابع بخش مرکزی شهرستان خاش در استان سیستان و بلوچستان ایران است.صوری زهی   

## جمعیت
این روستا در دهستان پشتکوه قرار دارد و براساس سرشماری مرکز آمار ایران در سال 1401، جمعیت آن 7509 نفر (656خانوار) بوده‌است.بیشتر ساکنین این روستا از نوادگان سوری(صوری)میباشند و به همین دلیل نام خانوادگی اکثر آنها صوری زهی میباشد.در این روستا نیز نماز جمعه برگزار میشود و امام جمعه آن مولوی جمال صوری زهی میباشد.و به همت امام جمعه و ریش سفیدان این محله از امکانات بیشتری نسبت به سایر روستاهای هم جوار برخوردار است.